# Achyrolimonia brunneilata
Achyrolimonia brunneilata là một loài ruồi trong họ Limoniidae. Chúng phân bố ở miền Australasia.